# 山邨誠祐
山邨 誠祐（やまむら せいすけ、生没年不詳）とは、明治時代の浮世絵師。

## 来歴
師系・経歴不明。名は「誠輔」とも。明治22年（1889年）に開化絵、風景画の錦絵を残している。

## 作品
- 「東京名所之内　上野公園地桜花満開之風景」　大判錦絵3枚続　※明治22年
- 「蒸気車往復繁栄之図」　大判錦絵3枚続　※同上